# 五室火绳
五室火绳（学名：Eriolaena quinquelocularis）为梧桐科火绳树属下的一个种。